# Phalonidia memoranda
Phalonidia memoranda es una especie de polilla del género Phalonidia, categorizada en la tribu Cochylini, de la subfamilia Tortricinae.

## Distribución
Se distribuye por América del Norte: Canadá, en la provincia de Ontario.

## Taxonomía
Fue descrita por Razowski en 1997 y publicada en la revista Acta Zoologica Cracoviensia 40: 116.